# Ivan le Terrible (garde de Treblinka)
Pour les articles homonymes, voir Ivan le Terrible (homonymie).
Ivan le Terrible est le surnom donné à un gardien du camp d'extermination de Treblinka pendant la Shoah, identifié dans des déclarations faites par d'autres gardes comme Ivan Marchenko. Ce surnom fait allusion à Ivan IV, également connu sous le nom d'Ivan le Terrible, le fameux Tsar de Russie.
« Ivan le Terrible » a acquis une reconnaissance internationale à la suite de l'affaire John Demjanjuk en 1986. Déjà en 1944, un garde cruel nommé « Ivan » partageant les fonctions et le comportement extrêmement violent avec un garde nommé Nicholas, est mentionné dans la littérature de survivants (Rok w Treblince de Jankiel Wiernik, publié en anglais sous le titre A Year in Treblinka en 1945). John Demjanjuk a d'abord été accusé d'être Ivan le Terrible au camp de concentration de Treblinka. Il a été reconnu coupable de crimes de guerre et condamné à mort par pendaison. Cette décision fut annulée plus tard par la Cour suprême d'Israël. En 2011, Demjanjuk fut accusé de crimes de guerre en tant que garde différent, Ivan Demjanjuk, ayant servi dans le camp d'extermination de Sobibor.

## Contexte
Le camp d'extermination de Treblinka était dirigé par 20 à 25 surveillants SS allemands et 80 à 120 gardes Hiwi de diverses ethnies soviétiques, y compris des prisonniers de guerre de l'armée russe et de l'Armée rouge ukrainienne.
Le prénom Ivan n'était pas rare dans le camp. Ivan est un prénom ukrainien russe et biélorusse. Les Volksdeutsche étaient connus pour avoir des prénoms slaves. Ivan Klatt, un Volksdeutscher qui a servi dans le camp d'extermination de Sobibor, en est un exemple, en tant que chef de la garde ukrainienne. Selon Rajchman, six hommes appelés Ivan travaillaient à Treblinka. La grande majorité des gardes Hiwi formés au camp de concentration de Trawniki (on les appellera ensuite par métonymie des Trawnikis) ont dû faire face à la barrière de la langue. Cependant, il y avait parmi eux un certain nombre de Volksdeutsche,, appréciés car ils parlaient l'allemand, l'ukrainien, le russe et d'autres langues. Ils pouvaient également comprendre les bases du yiddish. Les commandants SS allemands et autrichiens, les Polonais locaux et les détenus juifs ont souvent qualifié les gardes d'ukrainiens non seulement en raison de leur appartenance ethnique ou de leur origine ukrainienne, mais aussi parce qu'ils parlaient ukrainien entre eux. La plupart des commandants d’escouade étaient toutefois des Volksdeutsche.

## Fonctions
Bien qu'il y ait plus de gardes connus sous le nom d'Ivan à Treblinka, Ivan le Terrible était aussi considéré comme Ukrainien[pas clair]. Sa fonction au camp consistait à faire fonctionner les deux moteurs de chars qui alimentaient les chambres à gaz. Les moteurs avaient été installés et optimisés par le SS-Scharführer Erich Fuchs,. Le survivant de l'Holocauste Chil Rajchman a déclaré qu'Ivan avait environ 25 ans au moment où il travaillait dans le camp. Il était connu pour son extrême cruauté. Ivan le Terrible avait l'habitude de couper les oreilles des ouvriers qui passaient, qui étaient obligés de continuer à travailler alors qu'ils saignaient. Peu de temps après, il les tuait carrément. Il torturait ses victimes avec des tuyaux, une épée et des fouets avant de pénétrer dans les chambres à gaz.

## Identité
La véritable identité d'Ivan n'a pas été découverte de manière concluante. Au cours des années 1970 et 1980, John Demjanjuk, un citoyen ukrainien de la banlieue de Cleveland à la retraite, a été accusé d'être Ivan. Il a été jugé en Israël en 1988 et condamné à mort, mais sa condamnation a été infirmée faute de preuves,. 
Eliyahu Rosenberg, témoin vedette de l'accusation, a été impliqué dans un événement marquant du procès en Israël. L'accusation lui ayant demandé s'il avait reconnu Demjanjuk, Rosenberg a demandé à Demjanjuk de retirer ses lunettes "afin que je puisse voir ses yeux". Rosenberg s'est approché et a examiné de près le visage de Demjanjuk. Lorsque Demjanjuk sourit et tendit la main, Rosenberg recula et cria "Grozny !" signifiant "dangereux", straszny signifie "Terrible" en polonais et "effrayant" en russe[à vérifier]. "Ivan," dit Rosenberg. "Je le dis sans hésiter, sans la moindre ombre d'un doute. C'est Ivan de Treblinka, des chambres à gaz, l'homme que je regarde maintenant." "J'ai vu ses yeux, j'ai vu ces yeux meurtriers", a déclaré Rosenberg à la cour, regardant Demjanjuk. Rosenberg s’écria alors directement à Demjanjuk : "Comment osez-vous tendre la main, assassin que vous êtes !" Il a été révélé par la suite qu'Eliyahu Rosenberg avait déjà témoigné dans une déposition de 1947 selon laquelle "Ivan le Terrible" avait été tué lors du soulèvement d'un prisonnier. 
Le 29 juillet 1993, la Cour suprême israélienne a annulé le verdict en appel. La décision reposait sur de nouveaux éléments de preuve, les déclarations écrites de 37 anciens gardes de Treblinka (dont certains avaient été exécutés par l'Union soviétique, d'autres décédés de vieillesse et ne pouvaient donc pas être contre-interrogés), qui identifiaient Ivan le Terrible comme un autre homme nommé Ivan Marchenko (possiblement Marshenko ou Marczenko),. Un document décrit Ivan le Terrible comme ayant les cheveux bruns, les yeux noisette, un visage carré et une grande cicatrice jusqu'au cou (Demjanjuk était blond avec des yeux bleu grisâtre, un visage rond et aucune cicatrice semblable.), Selon un témoignage, Marchenko aurait été vu pour la dernière fois en Yougoslavie en 1944. Selon le témoignage de Nikolai Yegorovich Shelayev, un opérateur de chambre à gaz russe de Treblinka, lui et Marchenko, ainsi que deux Allemands et deux Juifs, ont actionné le moteur qui produisait les gaz d'échappement acheminés dans les chambres à gaz. Shelayev et Marchenko ont été transférés de Treblinka à Trieste en juillet 1943, où Marchenko a gardé des entrepôts allemands et une prison locale. En 1944, à l’approche des forces alliées, Marchenko et un chauffeur nommé Gregory "se sont enfuis dans une voiture blindée pour rejoindre les partisans en Yougoslavie". Chelayev a vu Marchenko pour la dernière fois au printemps 1945 à Fiume, où il l'avait vu sortir d'un bordel. Marchenko a déclaré à Chelaïev qu'il avait rejoint les partisans yougoslaves. En 1962 encore, les autorités soviétiques le cherchaient. Les documents soviétiques ont créé suffisamment de doutes raisonnables pour disqualifier Demjanjuk, et sa condamnation antérieure fut annulée. Certains des éléments de preuve à décharge ayant conduit à la libération de Demjanjuk en 1993 avaient été révélés des années auparavant et avaient été délibérément dissimulés aux Israéliens par le Bureau des enquêtes spéciales du département de la Justice américain, qui avait exhorté Israël à l'inculper d'être Ivan le Terrible.
Gilbert S. Merritt Jr., juge à la Cour d’appel des États-Unis pour le Sixième Circuit, dit ceci au sujet du traitement de l’affaire Demjanjuk par l’OSI : "Nous savons aujourd’hui qu’ils - l’OSI, le ministère public département d'Etat - ont menti effrontément. Même alors, ils savaient sans aucun doute que Demjanjuk n'était pas Ivan le Terrible, mais ils nous ont caché l'information. Je suis désolé de ne pas avoir eu l'information à l'époque. Si je l'avais fait, nous n'aurions jamais statué en faveur de son extradition vers Israël". Merritt a affirmé que ce qui s'était passé dans sa salle d'audience n'était "rien de moins qu'une chasse aux sorcières. Rétrospectivement, cela me rappelle les procès en sorcellerie de Salem, dans le Massachusetts, il y a 300 ans. L'accusation, conseillée par l'OSI, a présenté des documents et des témoins dont le témoignage reposait sur des émotions et une hystérie, mais non sur des preuves tangibles. À mon grand regret, nous les avons crus. Cet événement est un excellent exemple de la façon dont la justice peut être faussée."
John Demjanjuk a par la suite été extradé vers l'Allemagne sous le prétexte qu'il était un autre garde, Ivan Demjanjuk, qui a servi au camp d'extermination de Sobibor. Au cours du procès, le problème de l'identité est devenu à nouveau un problème clé. Demjanjuk affirma qu'il n'était pas la personne nommée Ivan Demjanjuk, censé être un gardien à Sobibor, et que la carte d'identité Trawniki fournie par l'OSI à l'Allemagne et sur laquelle l'accusation avait fondé sa preuve était un faux du KGB soviétique. Le 12 mai 2011, Demjanjuk a été déclaré coupable dans l'attente de l'appel d'un tribunal pénal allemand pour avoir été gardien du camp d'extermination de Sobibor. L'appel de Demjanjuk n'avait pas encore été entendu par la cour d'appel allemande lorsqu'il est décédé en mars 2012. En conséquence, le tribunal de district allemand de Munich le déclara "présumé innocent". Le tribunal a également confirmé que la condamnation provisoire antérieure de Demjanjuk avait été invalidée et que Demjanjuk avait été blanchi de tout casier judiciaire. 
Ivan Marchenko n'est pas sur la liste des nazis les plus recherchés. Marchenko, s'il est toujours en vie et devait être attrapé, aurait 108 ans à compter de 2019 et il est donc peu probable qu'il soit un jour traduit en justice. 
En 2019, Netflix publie la série « Procès d’un bourreau (en) » (The Devil Next Door), un documentaire en cinq épisodes des cinéastes israéliens Daniel Sivan et Yossi Bloch, qui se concentre sur le procès de Demjanjuk en Israël et sur les nombreux rebondissements de l'affaire,.